# Arto Nilsson
Arto Harald Nilsson (Helsinki, 19 marzo 1948 – 11 luglio 2019) è stato un pugile finlandese.

## Palmarès

### Olimpiadi
- Bronzo a Città del Messico 1968 nei pesi superleggeri.